# Porpacella
Porpacella is een geslacht van halfvleugeligen uit de familie schuimcicaden (Cercopidae). De wetenschappelijke naam van dit geslacht is voor het eerst geldig gepubliceerd in 1910 door Schmidt.

## Soorten
Het geslacht Porpacella omvat de volgende soorten:
- Porpacella tetraspila (Walker, 1870)
- Porpacella xanthomelas (Schmidt, 1909)